# Larry Sanger
Lawrence Mark "Larry" Sanger, född 16 juli 1968 i Bellevue i Washington, är en amerikansk entreprenör. Tillsammans med Jimmy Wales grundade han Wikipedia den 15 januari 2001.
Larry Sanger formulerade många av de ursprungliga riktlinjer som fortfarande gäller på Wikipedia och ledde också arbetet med Nupedia, men lämnade det senare i mars 2002. Han är grundare och chefredaktör för Citizendium, en wiki-encyklopedi som presenterats som ett alternativ till Wikipedia med en större roll för experter. I december 2017 tillträdde Sanger tjänsten som informationschef på Everipedia. 
Sanger har en doktorsgrad i filosofi från Ohio State University.
I februari 2025 publicerade han ett inlägg på sin blogg "How a Skeptical Philosopher Becomes a Christian" där han beskriver hur han har gått från att vara en "skeptisk filosof" till att bli en bekännande kristen.